# Województwo radomskie
Województwo radomskie – jedno z 49 województw istniejących w latach 1975–1998. Położone było w centralnej Polsce. Sąsiadowało z województwami: skierniewickim i piotrkowskim od zachodu, kieleckim i tarnobrzeskim od południa, lubelskim i siedleckim od wschodu oraz warszawskim od północy. W 1976 roku powierzchnia województwa radomskiego liczyła 7294 km² powierzchni i 682 000 mieszkańców.
Województwo radomskie zostało utworzone w przeważającej części z terenów przed reformą administracyjną 1975 wchodzących w skład województwa kieleckiego, z którego poza Radomiem otrzymało ono miasta Białobrzegi, Iłża, Kozienice, Lipsko, Pionki, Przysucha, Skaryszew, Szydłowiec, Wyśmierzyce, Zwoleń oraz Drzewica (miasto ponownie od 1987).
W nowym podziale administracyjnym, od 1999 r. obszar prawie całego dawnego województwa radomskiego znalazł się w województwie mazowieckim, ponadto gmina Gowarczów znalazła się w województwie świętokrzyskim, zaś gminę Drzewica włączono do łódzkiego.

## Urzędy Rejonowe
- Urząd Rejonowy w Grójcu dla gmin: Belsk Duży, Błędów, Chynów, Goszczyn, Grójec, Jasieniec, Mogielnica, Nowe Miasto n. Pilicą, Pniewy, Promna i Warka
- Urząd Rejonowy w Kozienicach dla gmin: Garbatka-Letnisko, Głowaczów, Gniewoszów, Grabów n. Pilicą, Kozienice, Magnuszew i Sieciechów
- Urząd Rejonowy w Przysusze dla gmin: Borkowice, Drzewica, Gielniów, Gowarczów, Klwów, Odrzywół, Potworów, Przysucha, Rusinów i Wieniawa
- Urząd Rejonowy w Radomiu dla gmin: Białobrzegi, Gózd, Iłża, Jastrzębia, Jedlińsk, Jedlnia-Letnisko, Kazanów, Kowala, Pionki, Przytyk, Radzanów, Rzeczniów, Skaryszew, Stara Błotnica, Stromiec, Wierzbica, Wolanów, Wyśmierzyce i Zakrzew oraz miast Pionki i Radom
- Urząd Rejonowy w Szydłowcu dla gmin: Chlewiska, Jastrząb, Mirów, Orońsko i Szydłowiec
- Urząd Rejonowy w Zwoleniu dla gmin: Chotcza, Ciepielów, Lipsko, Policzna, Przyłęk, Sienno, Solec n. Wisłą, Tczów i Zwoleń

## Miasta
Ludność 31.12.1998
- Radom – 232 262
- Pionki – 21 958
- Kozienice – 21 319
- Grójec – 14 802
- Szydłowiec – 12 975
- Warka – 11 407
- Zwoleń – 8 156
- Białobrzegi – 7 627
- Przysucha – 6 228
- Lipsko – 6 016
- Iłża – 5 262
- Skaryszew – 4 237
- Drzewica – 4 000
- Nowe Miasto nad Pilicą – 3 878
- Mogielnica – 2 476
- Wyśmierzyce – 1 000

### Ludność w latach
| Rok                    | Liczba mieszkańców |
| ---------------------- | ------------------ |
| 1975 (31 grudnia)      | 678,1 tys.         |
| 1976 (31 grudnia)      | 681,5 tys.         |
| 1977 (31 grudnia)      | 685,3 tys.         |
| 1978 (spis powszechny) | 692 725            |
| 1978 (31 grudnia)      | 693,1 tys.         |
| 1979 (31 grudnia)      | 697,5 tys.         |
| 1980 (31 grudnia)      | 702,3 tys.         |
| 1983 (31 grudnia)      | 719 tys.           |
| 1985 (31 grudnia)      | 729,7 tys.         |
| 1986                   | 733,4 tys.         |
| 1987                   | 736,5 tys.         |
| 1988                   | 742,7 tys.         |
| 1989 (31 grudnia)      | 748,3 tys.         |
| 1990 (30 czerwca)      | 749,8 tys.         |
| 1990 (31 grudnia)      | 751,1 tys.         |
| 1991 (31 grudnia)      | 753,2 tys.         |
| 1992 (31 grudnia)      | 759,6 tys.         |
| 1993 (30 czerwca)      | 760,4 tys.         |
| 1994 (31 grudnia)      | 763 tys.           |
| 1995 (30 czerwca)      | 763 tys.           |
| 1995 (31 grudnia)      | 763,8 tys.         |
| 1997 (31 grudnia)      | 764 tys.           |

## Wojewodowie radomscy
- do 1981 Roman Maćkowski
- 1981 Feliks Wojtkun (SD)
- 1981–1990 płk Alojzy Wojciechowski
- 1990–1992 Jan Rejczak (NSZZ „Solidarność”)
- 1992–1994 Janusz Szlanta (UD)
- 1994–1996 Zbigniew Kuźmiuk (PSL)
- 1996–1997 Mirosław Szadkowski (PSL)
- 1997–1998 Kazimierz Wlazło